# Severin Buchta
Severin Buchta (* 14. Februar 1997 in Reutlingen) ist ein deutscher Fußballspieler.

## Karriere
Buchta durchlief zu Beginn seiner Karriere die Jugendmannschaften des SC Freiburg. Von der dortigen U-19-Mannschaft wechselte er zur Saison 2016/17 in die zweite Mannschaft des Karlsruher SC. Dort wurde er zunächst vorrangig als Stürmer oder offensiver Mittelfeldspieler eingesetzt. Am 9. April 2017 debütierte Buchta in der Zweiten Bundesliga für die erste Mannschaft des Karlsruher SC bei der 0:2-Auswärtsniederlage gegen den VfB Stuttgart. Nach dem Abstieg des KSC in die 3. Liga unterzeichnete er im Mai 2017 einen bis 2019 gültigen Profivertrag. In der 3. Liga kam er jedoch zu keinem Einsatz und wurde daher der Winterpause der Saison 2017/18 bis Saisonende an den Regionalligisten Alemannia Aachen ausgeliehen.
Nach Auslaufen der Leihe wurde beim KSC nicht mehr mit Buchta geplant, sodass er sich der zweiten Mannschaft des TSV 1860 München anschloss. Dort absolvierte er sein erstes Spiel in der Bayernliga Süd gegen den SV Pullach am 11. August 2018. Während er beim KSC noch zumeist auf dem rechten Flügel eingesetzt wurde, rückte Buchta bei 1860 München weiter nach hinten und absolvierte die Mehrzahl seiner Spiele als rechter oder linker Verteidiger. Zuletzt fungierte er als Kapitän seiner Mannschaft.
Zur Saison 2019/20 schloss sich Buchta dann dem Regionalliga-Aufsteiger Türkgücü München an.